# Lusitánie
Lusitánie (latinsky Lusitania) byla římská provincie v dnešním Portugalsku a přilehlém středozápadním Španělsku mezi ústím řeky Guadiany na jihu a dolním Dourem na severu.
Založena byla za císaře Augusta roku 15 př. n. l. rozdělením tehdejší provincie Hispania Ulterior na provincie Lusitánie a Baetica. Název dostala podle kmene Lusitanů, kteří kdysi (od 2. století př. n. l.) tvrdě bojovali proti římské expanzi na toto území. Na severu a na východě hraničila Lusitánie s velkou provincií Hispania citerior. Na severu se hranice táhla podél spodního toku řeky Douro, na východě byla na území Lusitánie města Salamantica (Salamanca), Caliabria (Ciudad Rodrigo), Caurio (Coria), Norba (Cáceres) a Caesarobriga (Talavera de la Reina).
Hlavní město Lusitánie bylo město Emerita Augusta (dnes Mérida), císařem Augustem založená kolonie veteránů. Lusitánie byla císařská kolonie, měla tři soudní oblasti: Emerita, Pax Augusta (Beja) a Scallabis (Santarém).
Z hospodářského hlediska byla kolonie důležitá nalezišti kovů, naleziště zlata v řekách, stříbro a měď.